# Gytha z Wesseksu
Gytha z Wesseksu, Gida Stara (zm. 7 maja 1107 w Smoleńsku) – księżniczka angielska, córka ostatniego anglosaskiego króla Anglii Harolda II. Po śmierci ojca w bitwie pod Hastings w 1066, mieszkała z rodziną w Danii, u swojego wuja – Swena II.
Prawdopodobnie między 1072 a 1074 Gytha została wydana za wielkiego księcia kijowskiego Włodzimierza II Monomacha. Była matką:
- Mścisława I Wielkiego (1076–1132),
- Izjasława Władymirowicza, księcia kurskiego (zm. 6 września 1096),
- Światosława Władymirowicza, księcia smoleńskiego i perejasławskiego (zm. 16 marca 1114),
- Jaropełka II, księcia kijowskiego (zm. 18 lutego 1139),
- Wiaczesława I, księcia kijowskiego (zm. 2 lutego 1154).